# Alan (chemie)
Alan (také nazývaný hydrid hlinitý nebo aluman) je anorganická sloučenina se vzorcem AlH3. V čistém stavu jde o bílou pevnou látku, vzorky však mohou být našedlé v důsledku přítomnosti nečistot a snižování velikosti částic. V závislosti na podmínkách přípravy může být povrch této látky pasivován tenkou vrstvou oxidu a/nebo hydroxidu hlinitého. Alan a jeho deriváty se používají v organické syntéze jako redukční činidla.

## Struktura
Alan vytváří polymer, někdy se tak pro něj používá vzorec (AlH3)n. Vyskytuje se v různých polymorfech, označovaných α-alan, α’-alan, β-alan, γ-alan, δ-alan, ε-alan a ζ-alan. α-Alan se vyskytuje v podobě krychlí, α’-alan vytváří jehlicovité krystaly a γ-alan shluky jehlic. Alan se rozpouští v tetrahydrofuranu (THF) a diethyletheru. Rychlost krystalizace pevného alanu z etheru závisí na způsobu přípravy.
Krystalová struktura α-alanu se skládá z atomů hliníku obklopených 6 atomy vodíku a spojenými s dalšími 6 atomy hliníku. Vzdálenosti Al-H jslou stejné (172 pm) a úhly Al-H-Al činí 141°.
|                         |               |              |
| jednotková buňka α-AlH3 | koordinace Al | koordinace H |

α-Alan je ze všech polymorfů tepelně nejstálejší. β-alan a γ-alan vznikají společně a zahříváním se mění na α-alan. δ-, ε- a θ-alan se tvoří za odlišných podmínek. I když jsou méně tepelně stálé, tak se δ, ε a θ polymorfy po zahřátí nepřeměňují na α-alan.

### Molekulové formy
Monomerní AlH3 byl izolován za nízkých teplot v pevné matrici ze vzácného plynu a bylo zjištěno, že jeho molekuly jsou rovinné.
Dimer Al2H6 byl izolován v pevném vodíku; zjistilo se, že je isostrukturní s diboranem (B2H6) a digallanem (Ga2H6).

## Příprava
Hydridy hliníku a jejich komplexy jsou známy dlouhou dobu. První příprava alanu byla popsána v roce 1947 a v roce 1999 byl na ní získán patent. Hydrid hlinitý se připravuje reakcí hydridu lithnohlinitého s chloridem hlinitým; v průběhu syntézy se tvoří chlorid lithný, který je třeba odstraňovat:
3 LiAlH4 + AlCl3 → 4 AlH3 + 3 LiCl
Etherový roztok alanu je třeba ihned použít, protože dochází k rychlému srážení polymeru; roztoky hydridu hlinitého se po třech dnech rozkládají. Hydrid hlinitý je reaktivnější než hydrid lithnohlinitý, LiAlH4.
Je známo několik dalších způsobů přípravy:
2 LiAlH4 + BeCl2 → 2 AlH3 + Li2BeH2Cl2
2 LiAlH4 + H2SO4 → 2 AlH3 + Li2SO4 + 2 H2
2 LiAlH4 + ZnCl2 → 2 AlH3 + 2 LiCl + ZnH2
2 LiAlH4 + I2 → 2 AlH3 + 2 LiI + H2

### Electrochemická syntéza
Alan lze také vytvořit elektrochemicky; k čemuž bylo vyvinuto několik postupů. Elektrochemicky připravený alan neobsahuje pozůstatky chloridů. Tvorba alanu v Clasenových elektrochemických článcích obsahujících tetrahydrofuran jako rozpouštědlo, tetrahydridohlinitan sodný jako elektrolyt, hliníkovou anodu a železný drát potopený do rtuti, má dva možné navržené mechanismy. Sodík vytvoří se rtutí amalgám, který brání tvorbě vedlejších produktů, vodík vzniklý první reakcí je tak zachycen a reaguje s amalgámem za vzniku hydridu sodného. Při Clasenově přípravě nedochází ke ztrátě výchozího materiálu.
Při použití nerozpustné anody bude reakce probíhat podle rovnice 1, u rozpustné podle rovnice 2:
1. AlH4− − e− → AlH3 · nTHF + 1⁄2 H2
2. 3AlH4− + Al − 3e− → 4AlH3 · nTHF

U reakce 2 se anoda spotřebovává, což omezuje množství hydridu, které lze získat s daným článkem.
Alan může být z reakční směsi vykrystalizován.

### Hydrogenace hliníku za vysokého tlaku
α-AlH3 může být připraven hydrogenací hliníku při 10 GPa a 600 °C. Reakcí zkapalněného vodíku se tvoří α-AlH3, který může být obnoven za běžných podmínek.

## Reakce

### Tvorba aduktů s Lewisovými zásadami
AlH3 vytváří adukty se silnými Lewisovými zásadami, může například reagovat s trimethylaminem za vzniku 1:1 i 1:2 komplexu. 1:1 komplex je v plynném skupenství tetraedrický, zatímco jako pevná látka tvoří dimer s můstkovými atomy vodíku, (NMe3Al(μ-H))2.
1:2 komplex má trigonálně bipyramidovou strukturu. Některé adukty, například dimethylethylaminalan, NMe2Et · AlH3, se teplem rozkládají na hliník a mohou být využity v MOCVD.
Komplex alanu s diethyletherem vzniká podle této rovnice:
AlH3 + (C2H5)2O → H3Al · O(C2H5)2
Reakcí s hydridem lithným v etheru se vytváří hydrid lithno-hlinitý:
AlH3 + LiH → LiAlH4

### Redukce funkčních skupin
Hydrid hlinitý se nejčastěji používá k redukcím různých funkčních skupin.
Reakce hydridu hlinitého se v mnohém podobají těm, které vykazuje hydrid lithno-hlinitý; mimo jiné redukuje aldehydy, ketony, karboxylové kyseliny a jejich anhydridy, acylchloridy, estery a laktony na příslušné alkoholy. Amidy, nitrily a oximy se reakcemi s AlH3 mění na aminy.
Ohledně selektivity funkčních skupin se alan liší od ostatních hydridů, například v následující redukci cyklohexanonu dával hydrid lithnohlinitý trans a cis produkt v poměru 1,9:1, zatímco u hydridu hlinitého poměr trans:cis činil 7,3 : 1.
Alan umožňuje provádět hydroxymethylace některých ketonů. Samotné ketony se neredukují, protože jsou chráněny jako enoláty.
Organohalogenidy se hydridem hlinitým neredukují vůbec nebo jen pomalu, přítomností halogenových substituentů tak lze umožnit redukce reaktivních funkčních skupin, jako jsou karboxylové kyseliny.
Nitroskupiny hydrid hlinitý neredukuje, takže může být použit na redukce esterů. které je obsahují.
Hydridem hlinitým lze zredukovat acetaly na částečně chráněné dioly.
Alan se též může účastnit otevírání kruhů epoxidů.
Allylové přesmyky za přítomnosti AlH3 probíhají SN2 mechanismem a nejsou závislé na sterických vlastnostech reaktantů.
AH3 reaguje po zahřátí i s oxidem uhličitým, vzniká přitom methan:
4 AlH3 + 3 CO2 → 3 CH4 + 2 Al2O3

### Hydroaluminace
Hydrid hlinitý reaguje s propargylalkoholy. Za přítomnosti chloridu titaničitého se se může navázat na dvojné vazby; tato reakce je podobná hydroboraci.

## Bezpečnost
Alan není hořlavý sám o sobě. Skladován by měl být podobně jako ostatní hydridová redukční činidla, jakým je například hydrid lithnohlinitý. Rozkládá se při styku se vzduchem a vodou, i když pasivace tento rozklad výrazně zpomaluje.
Redukce trifluormethylových sloučenin alanem může probíhat explozivně.